# Edge and Christian
Edge e Christian è stato un tag team di wrestling attivo principalmente nella World Wrestling Federation tra il 1998 e il 2001, formato da Edge e Christian. I due si riunirono tra il 2010 e il 2011.
Copeland e Reso, grandi amici nella vita reale, interpretarono il ruolo di fratelli sullo schermo.
I due insieme hanno vinto 7 volte il WWE World Tag Team Championship e presi in singolo combinando entrambi i palmarès hanno vinto tutti i titoli che il panorama WWE ha offerto nel corso della storia. Entrambi sono Triple Crown Champion, avendo vinto almeno un titolo del mondo, un titolo di seconda fascia e un titolo di coppia. Christian inoltre è un Grand Slam Champion per aver vinto in aggiunta anche un titolo di terza fascia. Tra le loro vittorie in singolo sono presenti anche le prestigiose vittorie della Royal Rumble, King of the Ring e Money in the Bank (tutte di Edge). Nel 2012 Edge, dopo il suo ritiro avvenuto un anno prima esattamente dopo WrestleMania XXVII, venne introdotto proprio da Christian nella WWE Hall of Fame.

## Storia

### Circuito indipendente (1997-1998)
Copeland e Reso formarono un tag team nel circuito indipendente canadese dopo aver completato il loro allenamento con Ron Hutchinson, in primo luogo usarono rispettivamente i nomi di Sexton Hardcastle e Christian Cage. il loro team lottò sotto diversi nomi, come "High Impact", "Suicide Blondes", "Revolution X", "Hard Impact" e "Canadian Rockers". Fecero parte della stable soprannominato "Thug LiFe" nel 1997. La stable era formata da Cage, Hardcastle, Joe E. Legend, Rhino Richards, Bloody Bill Skullion, Big Daddy Adams e Martin Kane. Nel 1998, Sexton e Christian iniziarono a fare coppia in promozioni indipendenti come Insane Championship Wrestling e Southern State Wrestling.
Il duo vinse per due volte gli ICW Streetfight Tag Team Championship e una volta gli SSW Tag Team Championship durante la loro permanenza nel circuito indipendente.

## Altre attività
Dal 2016 al 2021 Edge e Christian condussero uno show nel WWE Network chiamato Edge & Christian Show.

## Titoli e riconoscimenti
- Insane Championship Wrestling
  - ICW Streetfight Tag Team Championship (1)
- Pro Wrestling Illustrated
  - Match of the Year (2000) - vs. i Dudley Boyz e gli Hardy Boyz a WrestleMania 2000
  - Match of the Year (2001) - vs. i Dudley Boyz e gli Hardy Boyz a WrestleMania X-Seven
- World Wrestling Federation
  - World Tag Team Championship (7)
- Wrestling Observer Newsletter
  - Tag Team of the Year (2000)